# Kurt Ehlers
Georg Berthold Kurt Ehlers (* 24. Januar 1908 in Hannover; † 19. April 1972 in Bremerhaven) war ein deutscher Tierarzt und Zoodirektor.

## Leben
Kurt Ehlers wurde als Sohn des Bankiers in Hannover und Bankdirektors in Hildesheim Viktor Ehlers geboren. Zum Wintersemester 1933/34 begann er an der Tierärztlichen Hochschule Hannover das Studium der Veterinärmedizin. Wie sein Vater und sein Onkel Karl Ehlers, der ebenfalls Tierarzt war, wurde er Mitglied des Corps Normannia Hannover. Anfang 1936 wurde er nach fünf Mensuren aus dem Corps entlassen. Die tierärztliche Approbation erhielt er 1938. Im Wintersemester 1938/39 wurde er zum Dr. med. vet. promoviert. Von 1953 bis 1972 war Ehlers Direktor der Tiergrotten in Bremerhaven. Unter seiner Leitung wurde der Zoo einer breiten Öffentlichkeit bekannt. In der künstlichen Aufzucht von Heulern gelangen ihm nach anfänglichen Rückschlägen durch Verwendung von Heringsfilets und Vitamin E-, A- und D3-Gaben messbare Erfolge mit Überlebensraten von 90 %. In der Zucht von Eisbären war er mit der Eisbärin Suse II erfolgreich. Sie warf insgesamt 17 Junge. Ehlers war 1966–1968 Präsident des Verbandes Deutscher Zoodirektoren.

## Schriften
- Nordsee-Aquarium Bremerhaven, 1956.
- Wissenswertes über die Tiergrotten und das Nordsee-Aquarium der Stadt Bremerhaven, 1957.
- Freund der Seehunde und anderer Robben, Nordwestdeutscher Verlag Ditzen, Bremerhaven 1973.